# برص منازل البحر المتوسط
برص منازل البحر المتوسط (الاسم العلمي: Hemidactylus turcicus) (بالإنجليزية: Mediterranean house gecko) أو (بالإنجليزية: Turkish Gecko) ، هو نوع ينتمي إلى (فصيلة: Gekkonidae) .

## روابط خارجية
- زواحف المملكة العربية السعودية
- الزواحف والبرمائيات في مصر
- التنوع البيولوجي في مصر
- الحياة البرية في الإمارات
- التنوع الحيوي بالسلطنة
- دليل الحياة البرية في تونس
- متحف الزواحف في كلية علوم دمياط